# Ганс Мальдонадо
Ганс Мальдонадо (ісп. Hans Maldonado, 25 червня 1956 — 19 липня 1999) — еквадорський футболіст, що грав на позиції захисника, зокрема за клуб «Депортіво Ель Насьйональ», а також національну збірну Еквадору.
Чотириразовий чемпіон Еквадору. 

## Клубна кар'єра
У дорослому футболі дебютував 1979 року виступами за команду «Депортіво Ель Насьйональ».
Протягом наступного 1980 року захищав кольори клубу «Макара», після чого повернувся до «Депортіво Ель Насьйональ», де провів наступні дев'ять сезонів своєї ігрової кар'єри. За цей час чотири рази виборював титул чемпіона Еквадору.
Завершував ігрову кар'єру у «Барселоні» (Гуаякіль), за яку виступав протягом 1990 року.

## Виступи за збірну
1983 року дебютував в офіційних матчах у складі національної збірної Еквадору.
У складі збірної був учасником розіграшу Кубка Америки 1983 року.
Загалом протягом трирічної кар'єри у національній команді провів у її формі 20 матчів, забивши 4 голи.
Помер 19 липня 1999 року на 44-му році життя.

## Титули і досягнення
- Чемпіон Еквадору (4):

«Депортіво Ель Насьйональ»: 1982, 1983, 1984, 1986